# Festival RTP da Canção 1995
O XXXI Festival RTP da Canção 1995 foi o trigésimo segundo Festival RTP da Canção e teve lugar no dia 7 de março de 1995 no Cinema Tivoli, em Lisboa.
Os apresentadores foram Carlos Mendes, Sofia Morais e Herman José.

## Festival
Em 1995 foi decidido mudar os moldes que estiveram subjacentes ao Festival da Canção. Pela primeira vez surgiu na televisão portuguesa um concurso para novos talentos, sem recorrer a imitações, onde os concorrentes selecionados davam o seu cunho pessoal aos vários êxitos da música portuguesa que interpretaram. O programa intitulou-se "Selecção Nacional" e foram recebidas cerca de 800 candidaturas e durante alguns meses assistiu-se a várias eliminatórias até se chegar aos 8 finalistas que puderam participar no Festival da Canção. As autorias das músicas foram de 8 compositores, previamente convidados pela RTP, fizeram as canções direcionadas para as vozes de cada finalista. Os intérpretes foram avaliados por Zé da Ponte e José Sarmento.
Porém, esse programa esteve centrado em polémica, devido à alegada falta de informação e secretismo. Tudo isto porque a horas de o especial da Selecção Nacional ser gravado, quando já eram conhecidos seis finalistas, ainda não tinham sido tornados oficiais os nomes dos compositores escolhidos para escrever canções para os finalistas, nem os nomes dos temas que iriam prontamente ser interpretados. Nesta fase, foram apenas apurados 36 concorrentes, aos quais foi garantida a gravação de um CD duplo, que foram progressivamente abandonando a corrida, sendo que, no final destas eliminatórias, apenas 8 foram finalistas: os vencedores de cada uma das 6 eliminatórias e os 2 melhores segundos classificados da totalidade das eliminatórias. No entanto, para se apurar os 2 melhores segundos posicionados foi necessário realizar-se uma 7ª eliminatória onde se reuniram os 7 melhores segundos posicionados das eliminatórias, visto que esses sete encontravam-se empatados com o maior número de pontos.
As parcerias compositor/intérprete foram as seguintes: Luís Portugal compôs para Filipa Campeã, Miguel Ângelo para Maria Enes, João Mota Oliveira para Ana Isabel, Jan van Dijck para Pedro Miguéis, Nuno Feist para Ana Sofia, Paulo Gonzo e Luís Fernando para Mário Sereno, António Vitorino de Almeida para Tó Cruz e José Cid para Teresa Brito.
Os 24 semifinalistas para além de também terem subido ao palco do Festival da Canção, gravaram um CD duplo com as versões próprias das canções com que concorreram neste formato (Selecção Nacional).
O Festival da Canção decorreu no dia 7 de março, no Teatro Tivoli, com apresentação de Carlos Mendes, Sofia Morais e de Herman José e teve mais duas inovações: pela primeira vez viu-se os rostos dos porta-vozes dos júris distritais e também pela primeira vez o telespetador foi chamado a votar, através de linhas telefónicas criadas especialmente para o efeito. O televoto teve um peso pequeno, o mesmo que um dos 22 distritos, ou seja, o televoto neste ano funcionou como o 23º júri.
A segunda parte deste festival foi ocupada com a atuação dos Tetvocal com dois medleys, um com temas dos Festivais da Canção e um outro com temas do seu reportório.
Somadas as pontuações dos 23 júris o tema vencedor foi "Baunilha e chocolate", com música de António Vitorino de Almeida, poema de Rosa Lobato de Faria e interpretação de Tó Cruz.
Pedro Miguéis foi galardoado, pela imprensa presente no Tivoli, com o Prémio de Interpretação, a canção que defendeu, "Ainda é tempo", foi também a preferida dos telespetadores.

### Selecção Nacional

#### Eliminatórias
| Artista                 | Pontuação       | Classificação   |
| 1ª eliminatória         | 1ª eliminatória | 1ª eliminatória |
| ----------------------- | --------------- | --------------- |
| Carla Saramago          | 23              | 6º              |
| Cristina Castro Pereira | 28              | 2º              |
| Dina Ricardo            | 27              | 3º              |
| Ed Sant'ana             | 26              | 5º              |
| Filipa Campiã           | 28              | 1º              |
| Rui Silva               | 27              | 3º              |
| 2ª eliminatória         |                 |                 |
| Ema & Isabel Viana      | 30              | 2º              |
| Helena Neves            | 28              | 3º              |
| João Queirós            | 25              | 5º              |
| Maria Enes              | 30              | 1º              |
| Paulo Caetano           | 23              | 6º              |
| Sandra Soares           | 26              | 4º              |
| 3ª eliminatória         |                 |                 |
| Ana Isabel              | 30              | 1º              |
| Francisco Taveira       | 27              | 5º              |
| Nuno Jorge              | 30              | 2º              |
| Sofia Froes             | 24              | 6º              |
| Sofia Marques           | 28              | 4º              |
| Teresa Brito            | 30              | 2º              |
| 4ª eliminatória         |                 |                 |
| Catarina Burnay         | 29              | 3º              |
| Hugo                    | 26              | 5º              |
| Pedro Miguéis           | 30              | 1º              |
| Tó Cruz                 | 30              | 2º              |
| Vanessa Campos          | 26              | 5º              |
| Vânia Maroti            | 28              | 4º              |
| 5ª eliminatória         |                 |                 |
| Ana Sofia               | 30              | 1º              |
| Guarani Girão           | 26              | 5º              |
| Maria de Deus           | 30              | 2º              |
| Marisa Moura            | 26              | 5º              |
| Miguel P.T.             | 29              | 3º              |
| Nuno Simão              | 28              | 4º              |
| 6ª eliminatória         |                 |                 |
| Carlos Sousa            | 23              | 6º              |
| Dulce                   | 25              | 4º              |
| Goreti Lima             | 30              | 2º              |
| Mário Sereno            | 30              | 1º              |
| Nádia Palma             | 24              | 5º              |
| Susana Félix            | 30              | 2º              |
| 7ª eliminatória         |                 |                 |
| Ema & Isabel Viana      | 12              | 3º              |
| Goreti Lima             | 9               | 6º              |
| Maria de Deus           | 12              | 3º              |
| Nuno Jorge              | 12              | 3º              |
| Susana Félix            | 9               | 6º              |
| Teresa Brito            | 12              | 2º              |
| Tó Cruz                 | 15              | 1º              |

### Final
| #  | Artista       | Canção                  | Música (m) / Letra (l)                                    | Pontuação | Classificação |
| -- | ------------- | ----------------------- | --------------------------------------------------------- | --------- | ------------- |
| 1º | Filipa Campeã | "Tiriri"                | Rui Amado (m), Luís Portugal (l)                          | 81        | 8º            |
| 2º | Maria Enes    | "Atlântica"             | Miguel Ângelo (m), Fernando Cunha (l)                     | 82        | 7º            |
| 3º | Ana Isabel    | "Tanto amor, tanto mar" | João Carlos Mota Oliveira (m & l)                         | 135       | 2º            |
| 4º | Pedro Miguéis | "Ainda é tempo"         | Jan Van Dijck (m), Nuno Gomes dos Santos (l)              | 119       | 4º            |
| 5º | Ana Sofia     | "Travo doce"            | Nuno Feist (m & l)                                        | 97        | 5º            |
| 6º | Mário Sereno  | "Vem um tempo"          | Paulo Gonzo e Luís Fernando (m), Pedro Malaquias (l)      | 93        | 6º            |
| 7º | Tó Cruz       | "Baunilha e chocolate"  | António Vitorino de Almeida (m), Rosa Lobato de Faria (l) | 158       | 1º            |
| 8º | Teresa Brito  | "Plural"                | José Cid (m & l)                                          | 132       | 3º            |